# Strada provinciale 7 Ponte Braemi-Bivio Le Schette
La strada provinciale 7 Ponte Braemi-Bivio Le Schette (SP 7) è una strada provinciale della provincia di Caltanissetta.
Rappresenta il tratto della strada Riesi-Pietraperzia, provincializzata nel 1901, rimasto all'interno della provincia di Caltanissetta a seguito dell'istituzione della provincia di Castrogiovanni (poi ribattezzata Enna) nel 1927: l'ex-circondario di Piazza Armerina, comprendente anche il comune di Pietraperzia, fu infatti incluso nella nuova provincia, e il confine fu posto lungo il torrente Braemi.
Il tratto nisseno ha inizio presso ponte Braemi, costruito dalla provincia di Caltanissetta tra il 1916 e il 1923 proprio sull'omonimo torrente, nei pressi del Borgo Braemi (frazione di Pietraperzia). Oltre il torrente la strada continua a nord, verso Pietraperzia, con il nome di "strada provinciale 10 Bivio SS 191-Ponte Braemy", di competenza della provincia di Enna, mentre il tragitto nisseno procede verso sud, raggiungendo e affiancando per un tratto la strada statale 626 della Valle del Salso, a cui è connessa tramite uno svincolo presso Cipolla (frazione di Riesi), e termina al bivio Le Schette innestandosi sulla strada statale 190 delle Solfare nei pressi di Riesi.